# Wilhelm Gilson
Wilhelm Gilson (* 16. Februar 1916; † 7. September 2007 in Eschweiler) war ein deutscher Energiemanager.

## Leben
Wilhelm Gilson studierte Elektroingenieurwesen und wurde zum Dr.-Ing. promoviert. Er war Vorstand der Main-Kraftwerke AG in Frankfurt am Main. Zudem war er Geschäftsführer der Rheingau Elektrizitätswerke GmbH in Eltville. Er war Aufsichtsratsvorsitzender bei der Lahnkraftwerke AG in Limburg und Energieversorgung Bad Ems GmbH. Gilson war Vorsitzender des Vorstandes in Hessen des Verbandes der Elektrizitätswirtschaft. 1975 wurde er zum Vorstand des Deutschen Komitees für Elektrowärme beim VDE (DK-EW) gewählt.
Er engagierte sich für zahlreiche Sozialprojekte im Heiligen Land. 1974 wurde er von Kardinal-Großmeister Maximilien Kardinal de Fuerstenberg zum Ritter des Ritterordens vom Heiligen Grab zu Jerusalem ernannt und am 4. Dezember 1974 im Kölner Dom durch Lorenz Kardinal Jaeger, Großprior der deutschen Statthalterei, investiert. Er war zuletzt Offizier des Päpstlichen Laienordens.

## Schriften
- Drehzahlgeregelte Drehstromantriebe : Wirkungsweise u. Einfluss auf d. Versorgungsnetz, VDE-Verlag 1983, ISBN 3-8007-1340-3
- Personal-Computer (PC) am Arbeitsplatz des Elektrotechnikers, VDE-Verlag 1984, ISBN 3-8007-1399-3
- Nachrichtentechnik im Dienste der Sicherheit, VDE-Verlag 1984, ISBN 3-8007-1356-X
- Leitwartengestaltung bei neuen Automatisierungsstrukturen, VDE-Verlag 1984, ISBN 3-8007-1347-0
- Planung von modernen Prozessleitsystemen in der Verfahrens- und Kraftwerkstechnik, VDE-Verlag 1985, ISBN 3-8007-1402-7
- Neues Wissen und moderne Methoden am Arbeitsplatz, VDE-Verlag 1985, ISBN 3-8007-1449-3
- Anwendung neuer Technologien in privaten Fernmeldenetzen, VDE-Verlag 1985, ISBN 3-8007-1401-9
- ISDN – das dienste-integrierende digitale Fernmeldenetz als Kommunikationssystem der Zukunft, VDE-Verlag 1986, ISBN 3-8007-1450-7
- Stand und Entwicklung der Prozessleittechnik, VDE-Verlag 1986, ISBN 3-8007-1451-5